# Eugénie Potonié-Pierre
Pour les articles homonymes, voir Potonié-Pierre.
Eugénie Potonié-Pierre (1844–1898) est une féministe française. Elle fonde la Fédération française des sociétés féministes en 1892.  

## Biographie
Eugénie Pierre est la fille du fouriériste lorientais Guillaume Pierre, professeur de philosophie. 
En 1880, elle fonde avec Léonie Rouzade l'Union des femmes, premier groupe féministe socialiste en France. Jules Guesde participe à leur premier meeting public. 
En 1881, elle épouse Edmond Potonié-Pierre, saint-simonien et pacifiste, fondateur de la Ligue universelle du bien public. Le couple signe Potonié-Pierre leurs écrits, roman et nouvelle. 
Dans les années 1870, elle devient la secrétaire de la Société pour l'amélioration de la condition des femmes à laquelle appartiennent également Léon Richer et Maria Deraismes. Elle participe aussi à la rédaction de l'hebdomadaire Le Droit des femmes de Léon Richer.
En 1889, elle fonde avec Marie-Rose Astié de Valsayre la Ligue des femmes, appelé parfois femmes socialistes, pour contrer le conservatisme du Congrès des œuvres et institutions féminines. Afin de rapprocher le féminisme et le mouvement ouvrier, elle fonde en 1891, la Solidarité des femmes. Elle appelle les féministes à se fédérer. La Fédération française des sociétés féministes regroupent huit sociétés. Elle organise le congrès féministe international de Paris en mai 1892.
La Solidarité des femmes et la ligue française pour le droit des femmes organisent le congrès féministe international de Paris en 1896.
Elle meurt brutalement d'une hémorragie cérébrale à 54 ans à Fontenay-sous-Bois. Ses cendres ont été déposées au columbarium du Père-Lachaise (case n° 755).